# François Pignon
François Pignon è un personaggio dell'immaginario collettivo francese, apparso più volte in vari film, sempre interpretato da attori diversi. È Jacques Brel a inaugurarne la figura cinematografica nel film Il rompiballe di Édouard Molinaro, nel 1973. Dieci anni dopo, il personaggio riappare in Les compères - Noi siamo tuo padre, questa volta è interpretato da Pierre Richard, che ricoprirà lo stesso ruolo nel film successivo Due fuggitivi e mezzo (1986).
Nel 1998 Pignon riappare con il volto di Jacques Villeret ne La cena dei cretini. Successivamente è apparso in Una top model nel mio letto (2006), interpretato da Gad Elmaleh.
Associato a Pignon è il suo "gemello" cinematografico François Perrin, la cui interpretazione più famosa in Italia è quella di Pierre Richard, nel film La capra (1981).